# Musa Dagh
Musa Dagh (dosł. Góra Mojżesza, tur. Musa Dağı, orm. Մուսա Լեռ/Musa Ler) – masyw w tureckiej prowincji Hatay.
Podczas rzezi Ormian wokół Musa Dagh w 1915 przez 53 dni bronili się w przed Turkami mieszkańcy sześciu okolicznych wiosek ormiańskich. Ormianom z pomocą przybyły okręty francuskie i angielskie, które ewakuowały do Port Saidu 4000 ocalałych z rzezi. 
O walce Ormian i ich ocaleniu Franz Werfel napisał powieść Czterdzieści dni Musa Dah.